# Ophioblennius
Ophioblennius es un género de peces de la familia de los blénidos en el orden de los Perciformes.

## Especies
Existen las siguientes especies en este género:
- Ophioblennius atlanticus (Valenciennes, 1836)
- Ophioblennius clippertonensis (Springer, 1962)
- Ophioblennius macclurei (Silvester, 1915)
- Ophioblennius steindachneri (Jordan y Evermann, 1898)
- Ophioblennius trinitatis (Miranda Ribeiro, 1919)